# Phymatodes varius
Phymatodes varius är en skalbaggsart som först beskrevs av Fabricius 1776.  Phymatodes varius ingår i släktet Phymatodes och familjen långhorningar. Inga underarter finns listade i Catalogue of Life.